# كوكيمبو

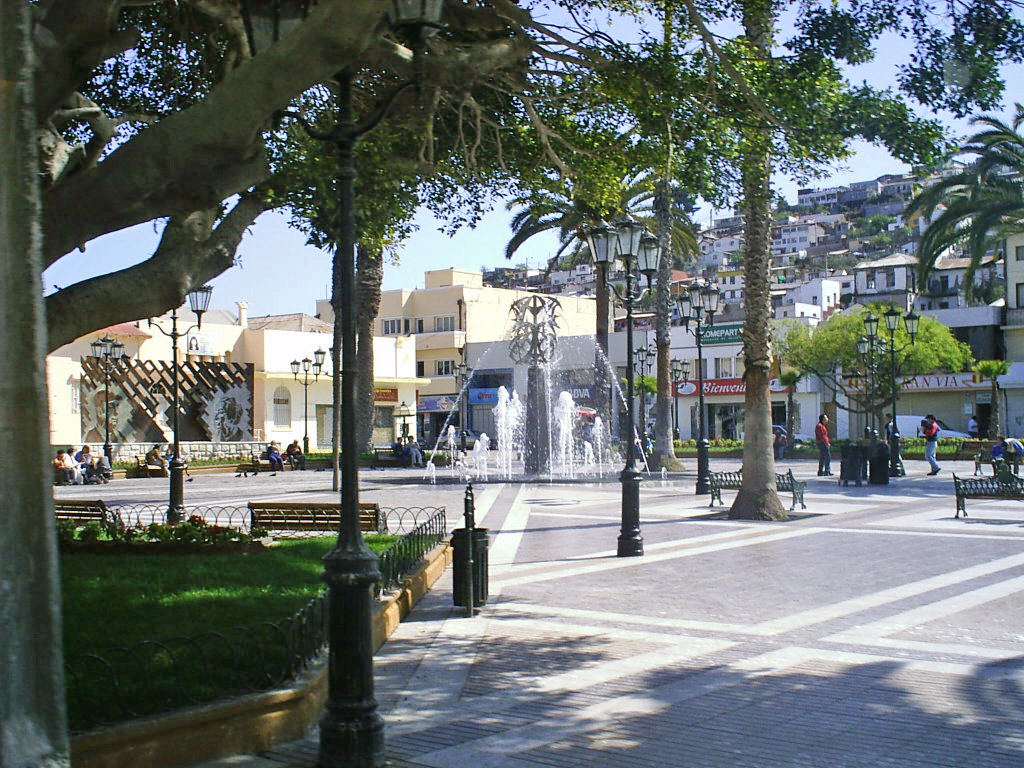

كوكويمبو (بالإسبانية: Coquimbo)‏ هي مدينة، بلدية وعاصمة مقاطعة إلكوي في تشيلي. يبلغ عدد سكانها 163,036 حسب إحصاء 2002 يعيش معظمهم في المنطقة الحضرية.

## معرض صور

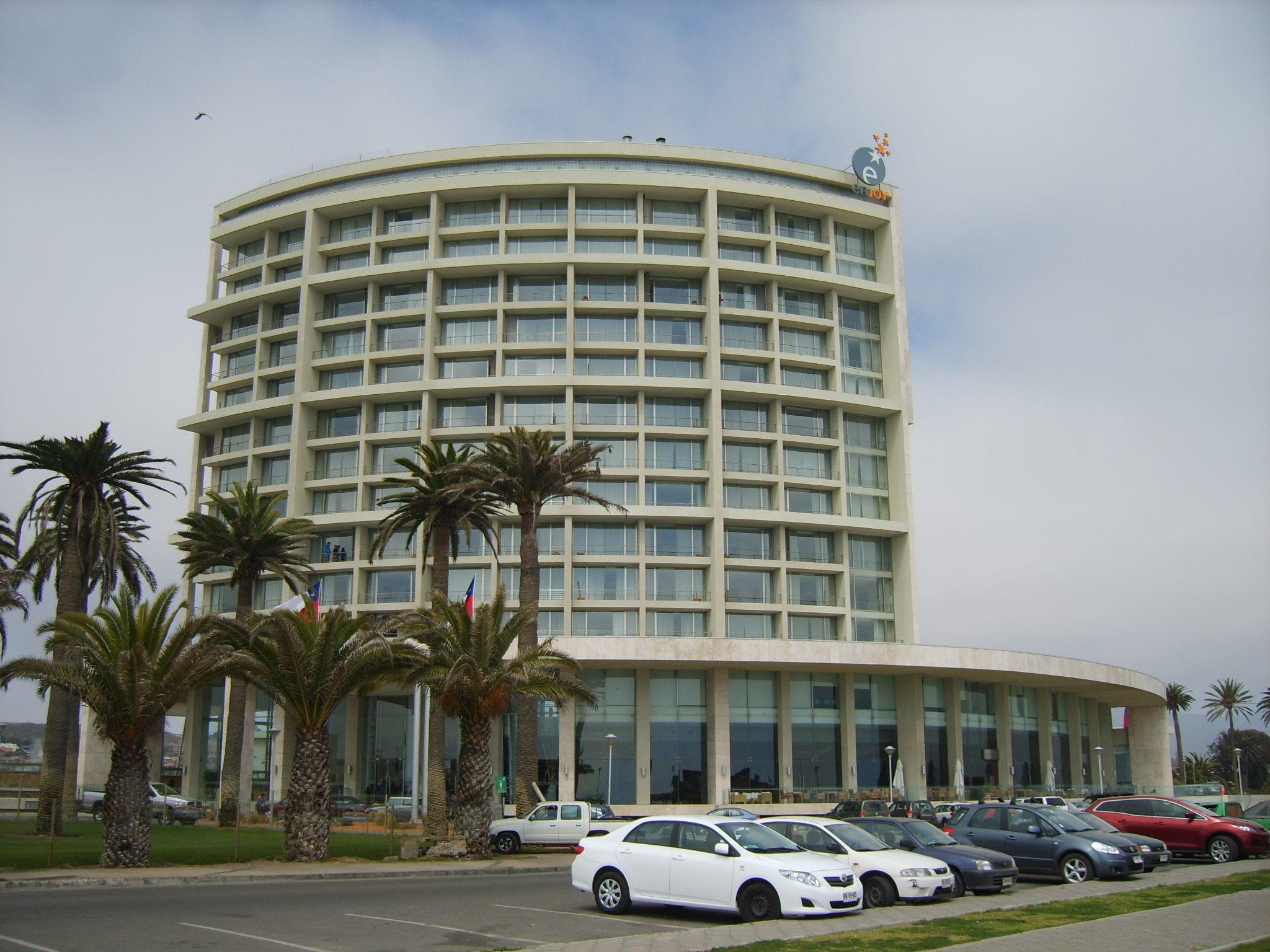
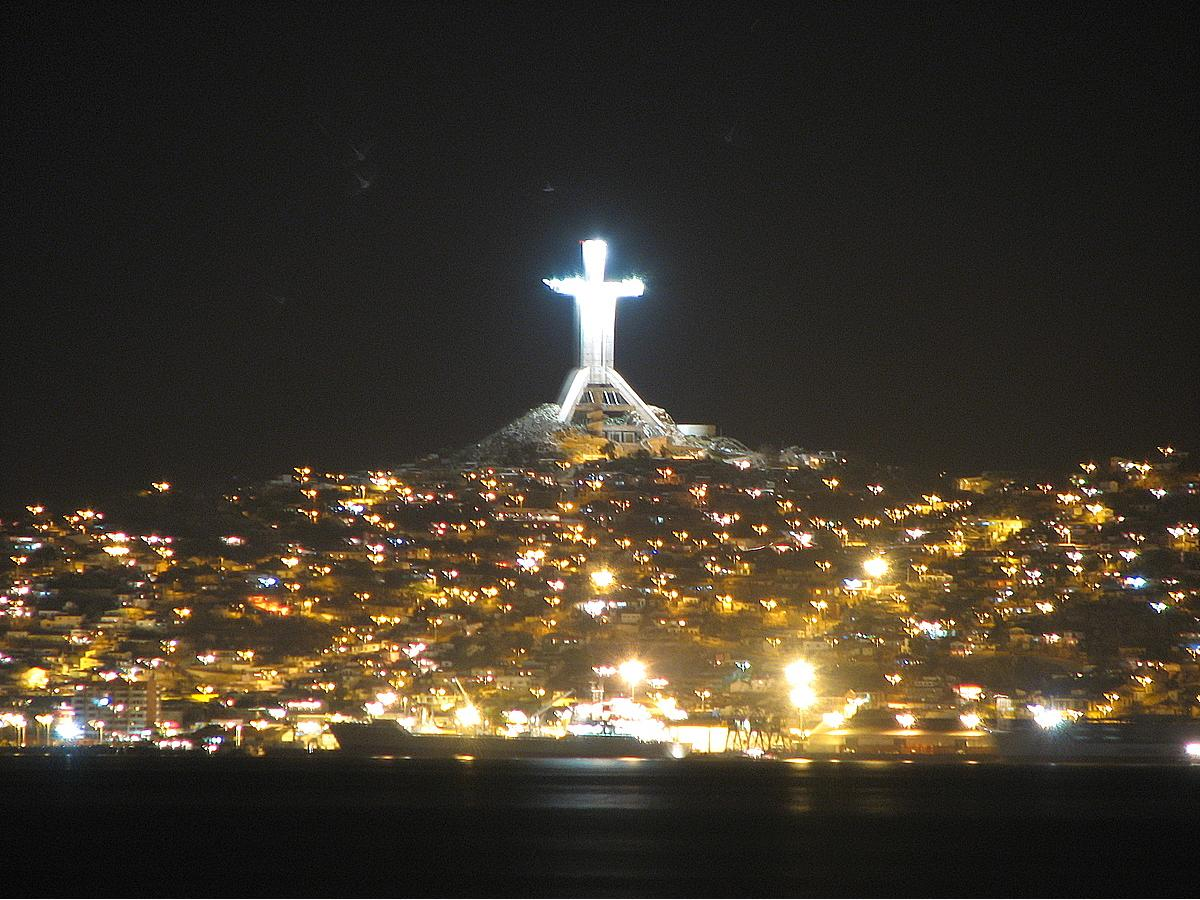
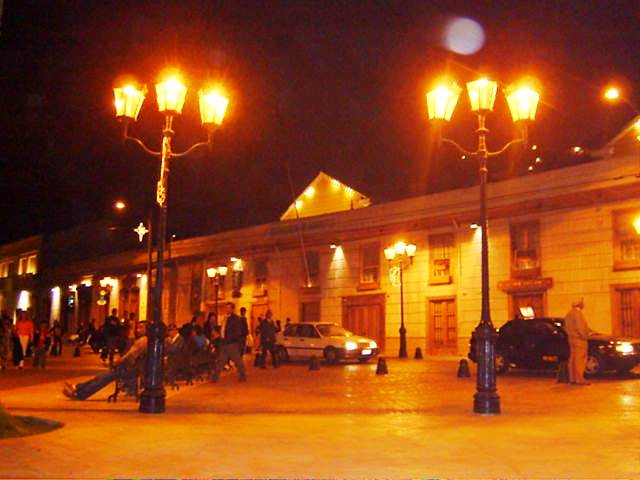
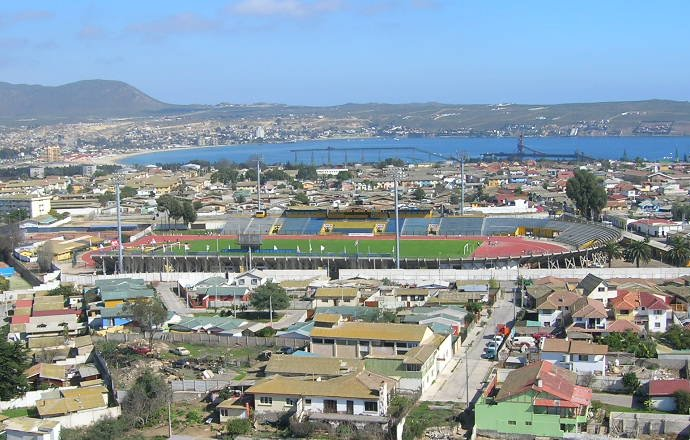
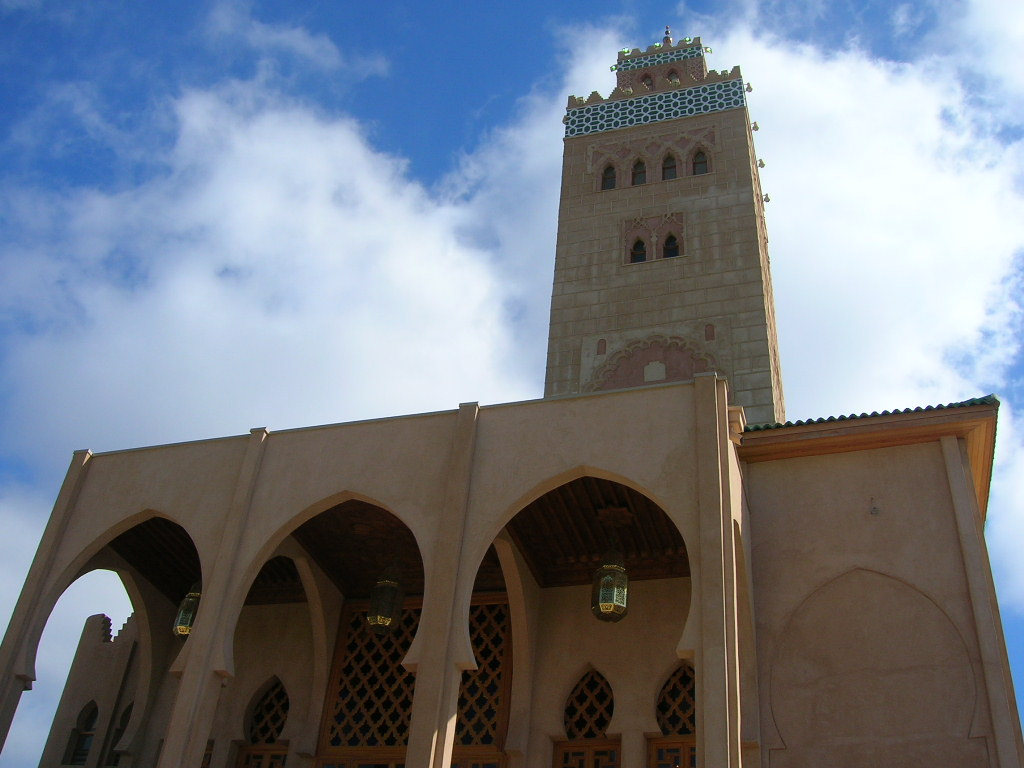

## توأمة
لكوكيمبو اتفاقيات توأمة مع كل من:
- البلنغ
- سان خوان
- غوادالوبي [الإنجليزية]‏

## أعلام
- رودريغو ريفيرا
- وليام فوكسويل أولبرايت
- كارلوس ألفارو الكانتارا
- كارلوس مونيوث بيزارو
- كارلوس إسكوبار أورتيز

## وصلات خارجية
- (بالإسبانية) بلدية كوكويمبو